# Спокойно, Маша, я Дубровский

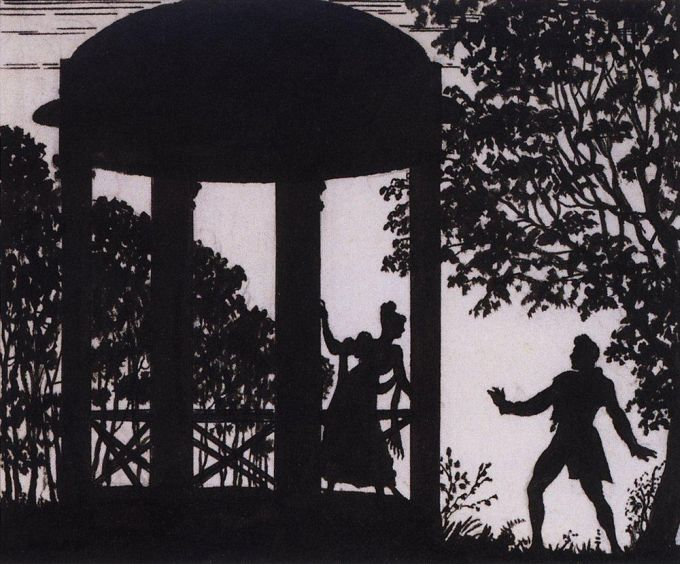
Борис Кустодиев. «Дубровский». Свидание Владимира и Маши в саду, 1919

«Споко́йно, Ма́ша, я Дубро́вский» — крылатое выражение, основанное на цитатах из неоконченного (необработанного) романа (повести) «Дубровский» (1832—1833, опубликован в посмертном издании 1841 года) русского писателя Александра Пушкина. Некоторые слова, выражения и наименования персонажей из этого произведения стали крылатыми, нарицательными: «Божия тварь погибает, а вы сдуру радуетесь», «Дубровский», «Как не так», «Кузнец Архип», «Не дать погибнуть божьей твари».
По мнению российского переводчика, культуролога и историка Константина Душенко, фраза «Спокойно, Маша, я Дубровский» является примером школьного фольклора и восходит к роману Пушкина, где в близкой форме употребляется два раза. В десятой главе Владимир Дубровский, находившийся в доме своего врага помещика Троекурова под именем француза-гувернёра Дефоржа, предупреждает Антона Пафнутьича Спицына, угрожая ему пистолетом: «— Тише, молчать, — отвечал учитель чистым русским языком, — молчать или вы пропали. Я Дубровский». В двенадцатой главе заглавный герой признаётся на свидании Марии (Маша) Троекуровой: «— Я не то, что вы предполагаете, — продолжал он, потупя голову, — я не француз Дефорж, я Дубровский». На устоявшуюся впоследствии форму, по наблюдению Душенко, предположительно, могла повлиять одноимённая советская экранизация романа (режиссёр Александр Ивановский; 1936, восст. 1976). Однако в фильме варианты слов заглавного героя представлены в следующем виде: «Я Дубровский!.. Не бойтесь!.. Вы не должны бояться этого имени!..» и «Молчите!.. Или вы пропали!.. Я — Дубровский!». Фраза и её производные неоднократно звучали в советском и российском кинематографе: «Большое космическое путешествие» («Мы многим рискуем» (Саша) — «Спокойно, Маша, я Дубровский» (Федя)), «Время отдыха с субботы до понедельника» («Ну зачем ты всё это затеваешь, Алёша, не понимаю! Ведь скоро ужинать идти» (Анна) — «Спокойно, Маша, я Дубровский!» (Алексей)), «Поезд вне расписания» («Руки вверх! Я Дубровский!» (Алексей)), «Д. Д. Д. Досье детектива Дубровского» («Спокойно, Лаптев. Я — Дубровский!» (Роман Дубровский)).
Фразеологизм обычно применяется в качестве обращения к собеседнику не волноваться, не вызывать шума. Выражение получило распространение в русскоязычной культуре, литературе, телевидении, средствах массовой информации, интернете и т. д. Оно цитируется, подвергается видоизменениям, обыгрыванию, часто применяется в ироническом, сниженном плане: «Спокуха, Маруха, я Дубровский», «Не ссы, Маруся, я Дубровский». В одном из анекдотов в спальню к Маше Троекуровой украдкой залезает мужчина. Он задувает свечу, прыгает к ней в постель и говорит: «Тише, Маша… Я Дубровский!» Однако он практически сразу понимает, что происходящее пошло не по плану («Ой, охх!.. Что ж ты делаешь, Маша?!»). После этого кто-то мужским низким басом отвечает: «— Тише, Дубровский, я не Маша». Этот сюжет был представлен в сценке «Где Маша не пропадала!» (Юрий Стоянов — Дубровский) в российской телевизионной передаче «Городок».
Литературовед Мария Черняк, отмечая слабое знание современным массовым читателем хрестоматийной повести Пушкина, писала, что она является «наиболее мифологизированной и… непонятой». Так, по её мнению, «…может ли современный инфантильный 12-летний подросток понять трагедию, произошедшую со старым Дубровским, всю несправедливость суда, бесправие и отчаяние при потере родового гнезда. Поэтому игра Пушкина со штампами рыцарских и разбойничьих романов вернулась бумерангом — в памяти читателя XXI века остаётся лишь мелодраматический сюжет, театральное убийство Дубровским медведя, передача записки в дупле да фраза „Спокойно, Маша, я Дубровский“, не имеющая никакого отношения к пушкинскому тексту». Методолог науки, социолог Евгений Макарихин отнёс устоявшуюся в российской культуре пушкинскую «цитату» к числу примеров эффекта Манделы (феномен ложной коллективной памяти). «Фраза оказалась подвешена в истории культуры, в людском сознании, будто прилетела из ниоткуда и бытует сама по себе».